# Aquilino Ribeiro

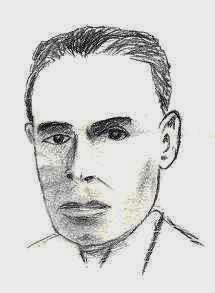
Aquilino Ribeiro

Aquilino Ribeiro (ur. 1885 w Lizbonie, zm. 1963) – portugalski pisarz, członek Lizbońskiej Akademii Nauk.
Był prześladowany i więziony za udział w ruchach komunistycznych, wiele lat spędził na emigracji. W portugalskiej literaturze zainicjował nurt regionalizmu (Terras do Demo 1917). Pisał powieści, opowiadania (głównie z życia chłopów) a także historycznoliterackie eseje i literackie portrety.